# Divizia 89 Infanterie germană (1916-1918)
Divizia 89 Infanterie a fost una din marile unități tactice ale Armatei Imperiale Germane, participantă la acțiunile militare de pe frontul român, în timpul Primului Război Mondial. În această perioadă, a fost comandată de generalii Georg Freiherr von Lüttwitz
și Hans von Below. :pp. 183-184
În campania anului 1916 pe teritoriul României a luat parte la Bătălia de la Sibiu,Lupta de la Movile, Lupta de la Bărcuț-Moha, Bătălia de la Brașov și Bătălia de la Râmnicu Sărat. :passim